# Birgorima pulchripicta
Birgorima pulchripicta är en fjärilsart som beskrevs av Walker 1864. Birgorima pulchripicta ingår i släktet Birgorima och familjen björnspinnare. Inga underarter finns listade i Catalogue of Life.